# Горшков, Владимир Константинович
Владимир Константинович Горшков (14 июля 1935 село Маликово — 17 мая 2010 город Иваново) — почетный работник высшего профессионального образования Российской Федерации, доктор технических наук, заслуженный деятель науки и техники Российской Федерации, профессор ИГХТУ, ректор ИИСИ.

## Биография
Родился 14 июля 1935 года в селе Маликово Дальнеконстантиновского района Горьковской области в семье служащих. Отец, участник Великой Отечественной войны, работал в органах внутренних дел, мать — в паспортном отделе.
В 1942 году Владимир Константинович начинает обучение в Дальнеконстантиновской средней школе. В 1953 году после окончания средней школы, поступил на химический факультет Горьковского университета, окончив обучение в 1958 году.
В этот же год началась трудовая деятельность, в должности мастера гальванического участка, а затем заместителя начальника термического цеха на заводе в городе Киров. В 1962 году вступает в ряды КПСС. В 1964 год переезжает в Иваново и работает на заводе текстильного машиностроения Ивтекмаш, пройдя все должности, от мастера до начальника цеха.

## Научная деятельность
В 1967 году Владимир Константинович поступает в аспирантуру Ивановского химико технологического института, на кафедру технологии электрохимических производств. Уже с 1968 года начинает работать на кафедре младшим научным сотрудником.
В 1971 году защищает кандидатскую диссертацию на тему «Электролитическое цинкование алюминия» Российская государственная библиотека. В этом же году переводится на должность старшего преподавателя, а в 1972 году — доцент кафедры ХТЛК и ЛП.
В 1975 году утвержден ВАК в ученом звании доцента.
В 1976 году назначен деканом неорганического факультета ИХТИ. В 1986 году защищает докторскую диссертацию по теме основ создания высокоэффективных противокоррозионных лакокрасочных материалов, а через год Высшая аттестационная комиссия присуждает ему ученую степень доктора технических наук.
В 1987 году назначен ректором Ивановского инженерно-строительного института. Возглавляя институт, он продолжал преподавать в должности профессора кафедры общей химии, которую возглавил в 1990 году, после освобождения от должности ректора. В 1992 год — академик Санкт-Петербургской академии транспорта. С 1996 года — профессор кафедры химии и окружающей среды ИГАСА.
В 1997 году возвращается в Ивановский химико-технологический институт, на должность профессора кафедры «Технологии композиционных материалов и полимерных покрытий». С 2005 года и вплоть до самой смерти, работал профессором кафедры «Технологии пищевых продуктов и биотехнологии».
17 мая 2010 года Владимир Константинович умер. Похоронен на кладбище Балино в городе Иваново.

### Научные достижения
Научная работа профессора Горшкова связана с изучением и проведением исследований, относительно защиты металлических конструкций от коррозии. Он является автором более ста научных трудов, в их числе книги, монографии, учебные пособия. В том числе и несколько патентов.
- Горшков В.К., Лукомский Ю.Я. «Гальванические и лакокрасочные покрытия на алюминии и его сплавах». — Ленинград: Химия, 1985. — 183 с.
- Горшков В.К., Разговоров П.Б., Ершова Т.В., Малбиев С.А. «Защита строительных конструкций от коррозии: учеб. пособие». — Иваново, 2003. — 192 с.
- Горшков В.К, Разговоров П.Б., Малбиев С.А. «Полимеры в строительстве: учеб. пособие для вузов». — Москва: Высшая школа, 2008. — 456 с.

## Награды
Трижды награждён значком «Победитель социалистического соревнования» в 1974, 1976 и 1978 году.
В 1995 году — присвоено звание «Заслуженный деятель науки и техники Российской Федерации».
В 2005 году — награждён нагрудным знаком «Почетный работник высшего профессионального образования Российской Федерации».